# Розенталь, Константин Даниэль
Константин Даниэль Розенталь (рум. Constantin Daniel Rosenthal; 1820, Пешт, Австрийская империя — 23 июля 1851, там же) — румынско-венгерский художник и скульптор. Один из основоположников румынской светской живописи. Представитель румынского романтического национализма.

## Биография

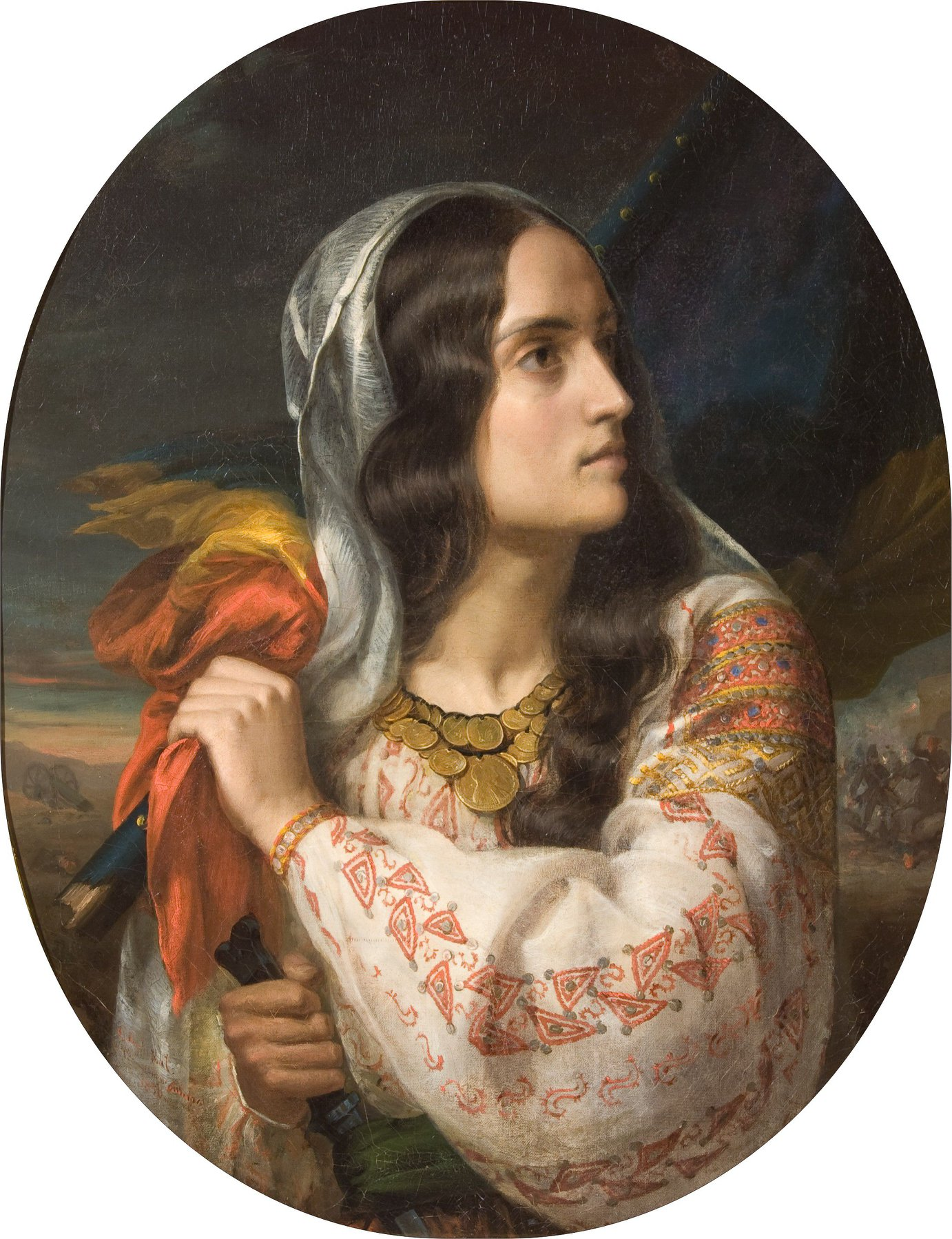
«Революционная Румыния»

Родился в смешанной австрийско-еврейской купеческой семье. Обучался до 1839 года в Академии изобразительных искусств в Вене.
Около 1842 г. переехал в Бухарест, столицу Валахии, где по заказам создал целый ряд портретов бояр и других представителей аристократии. Был близок к либерально-радикальным кругам, в частности, дружен с К. Розетти.
В конце 1844 г. недовольный техникой своей живописи, уехал во Францию, где посещал художественные курсы в Париже, участвовал во встречах валашских и молдавских студентов, которые выражали националистические и радикальные идеалы. В 1846 г. совершил поездку в Англию.
В начале 1847 года вернулся в Бухарест и вновь присоединился к радикальным кругам, на этот раз в качестве члена тайного общества Frăţia,
Участник революции 1848—1849 годов. Правительство повстанцев, для ознаменования успеха революции, поручило ему проектирование триумфальной арки в Бухаресте.
После того, как османские войска выступили против революционеров и большинство радикалов были арестованы и заключены на борту малых судов на Дунае, Розенталь вернулся в Пешт, где был свидетелем венгерской революции.
В мае 1850 года он уехал в Париж, и присоединился к румынским эмигрантам для проведения пропагандистской работы. Позже перебрался в Швейцарию, а в 1851 г. решил вернуться на родину в попытке возродить радикальное движение.
Однако австрийские власти, предупреждённые французской спецслужбой, арестовали художника в Пеште. Во время допросов с целью выяснить его связи и за отказ подчиниться, Розенталь был замучен до смерти. Место его захоронения неизвестно.

## Творчество
Портретист. Писал жанровые полотна в духе румынского романтического национализма.
Самые известные картины Розенталя — «România revoluţionară» («Революционная Румыния», в образе которой изобразил Марию Розетти, супругу К. Розетти) и «România rupându-şi cătuşele ре Câmpia Libertatii» («Румыния, разрывающая цепи на поле Свободы»).

## Галерея

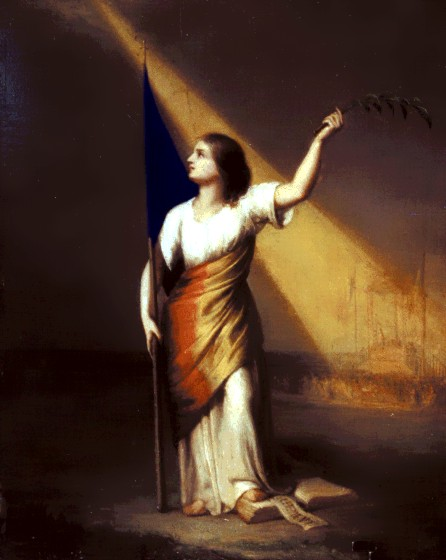
"Румыния, разрывающая цепи на поле Свободы"
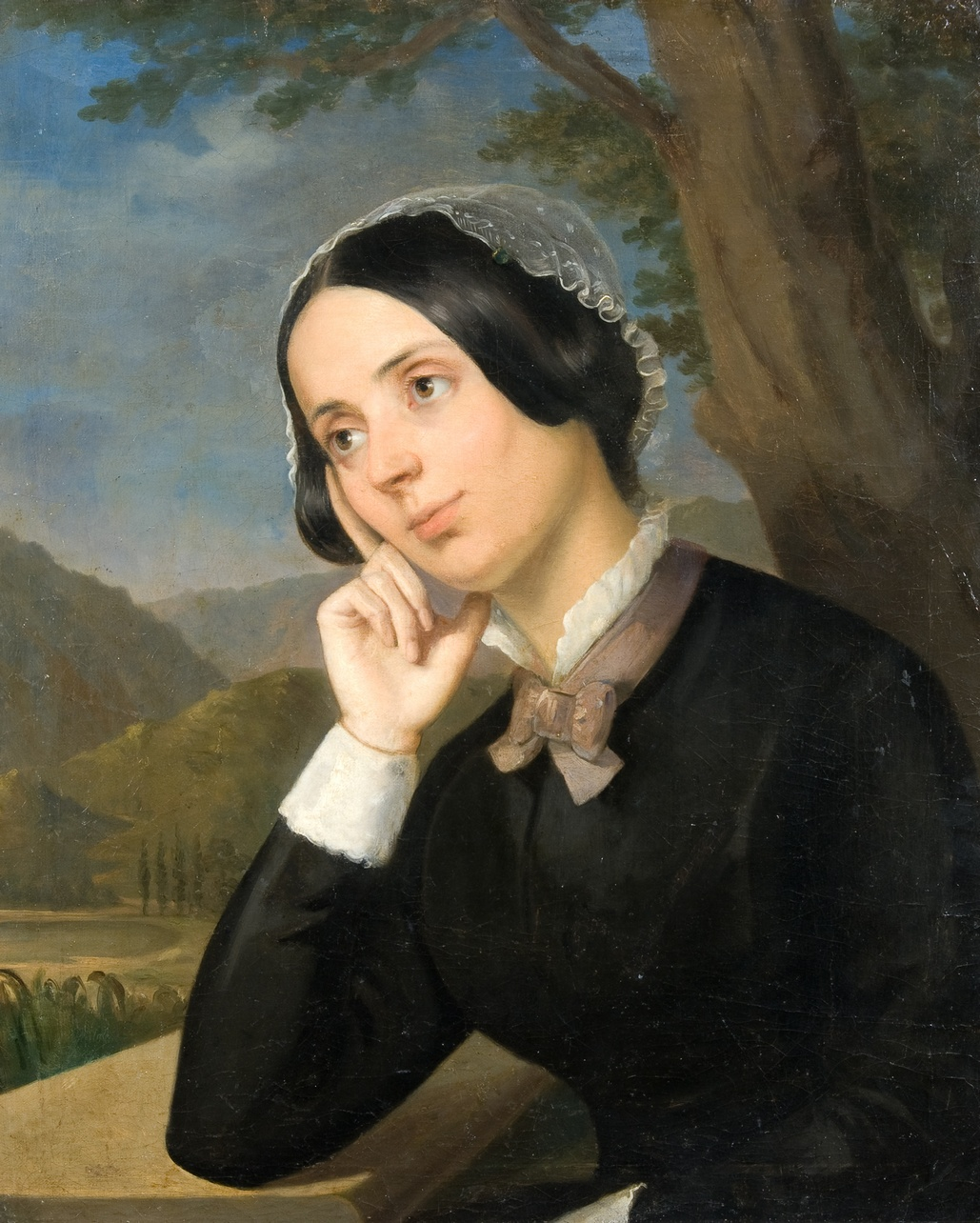
Портрет Марии Розетти
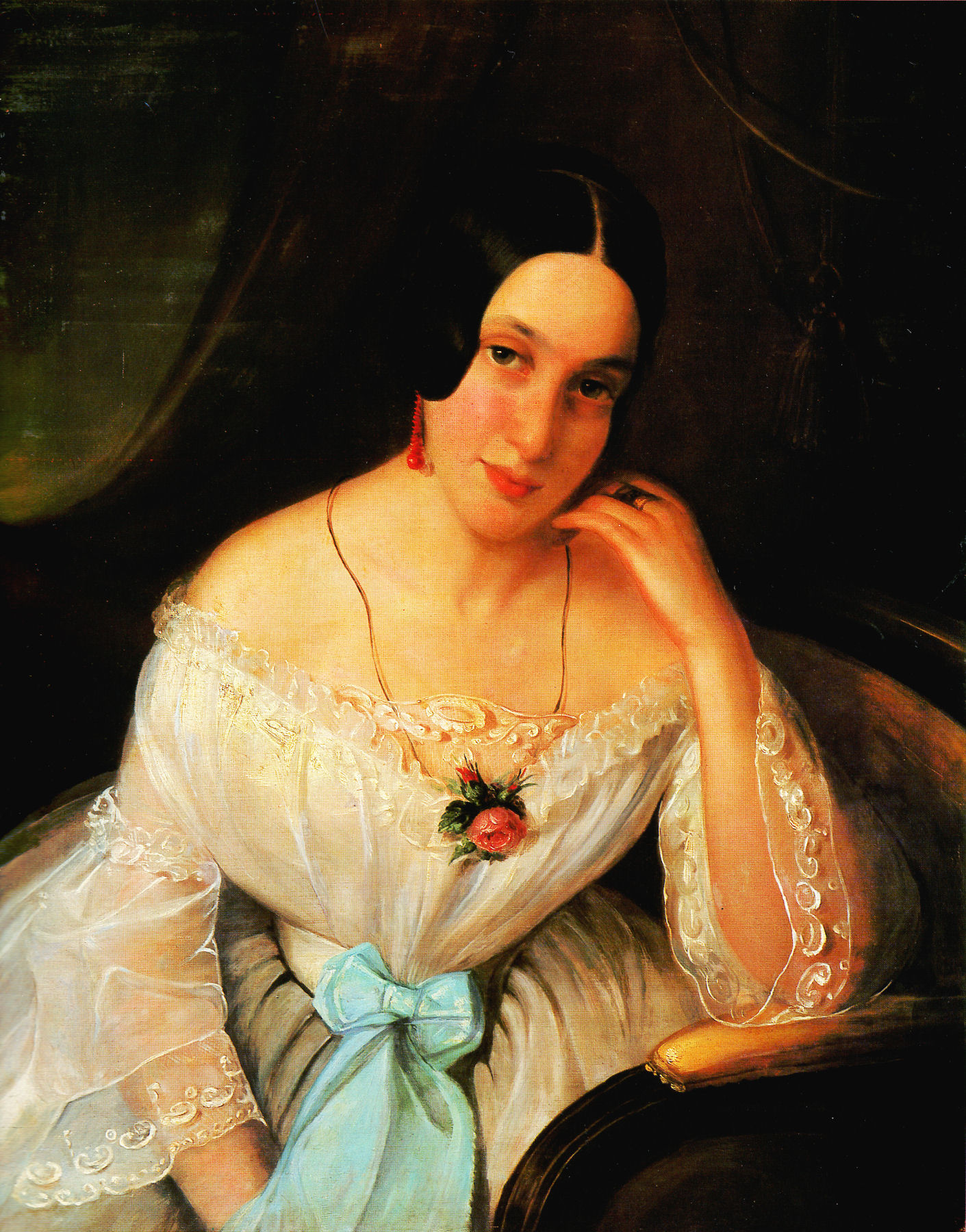
Женский портрет (1844)
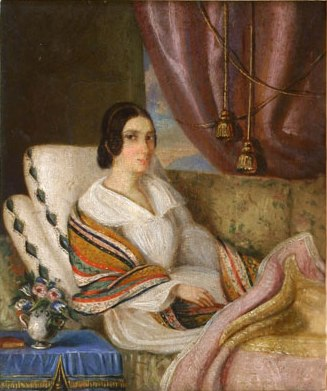
Выздоравливающая
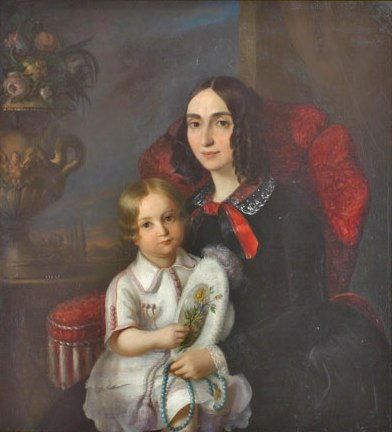
Аница Ману с ребенком
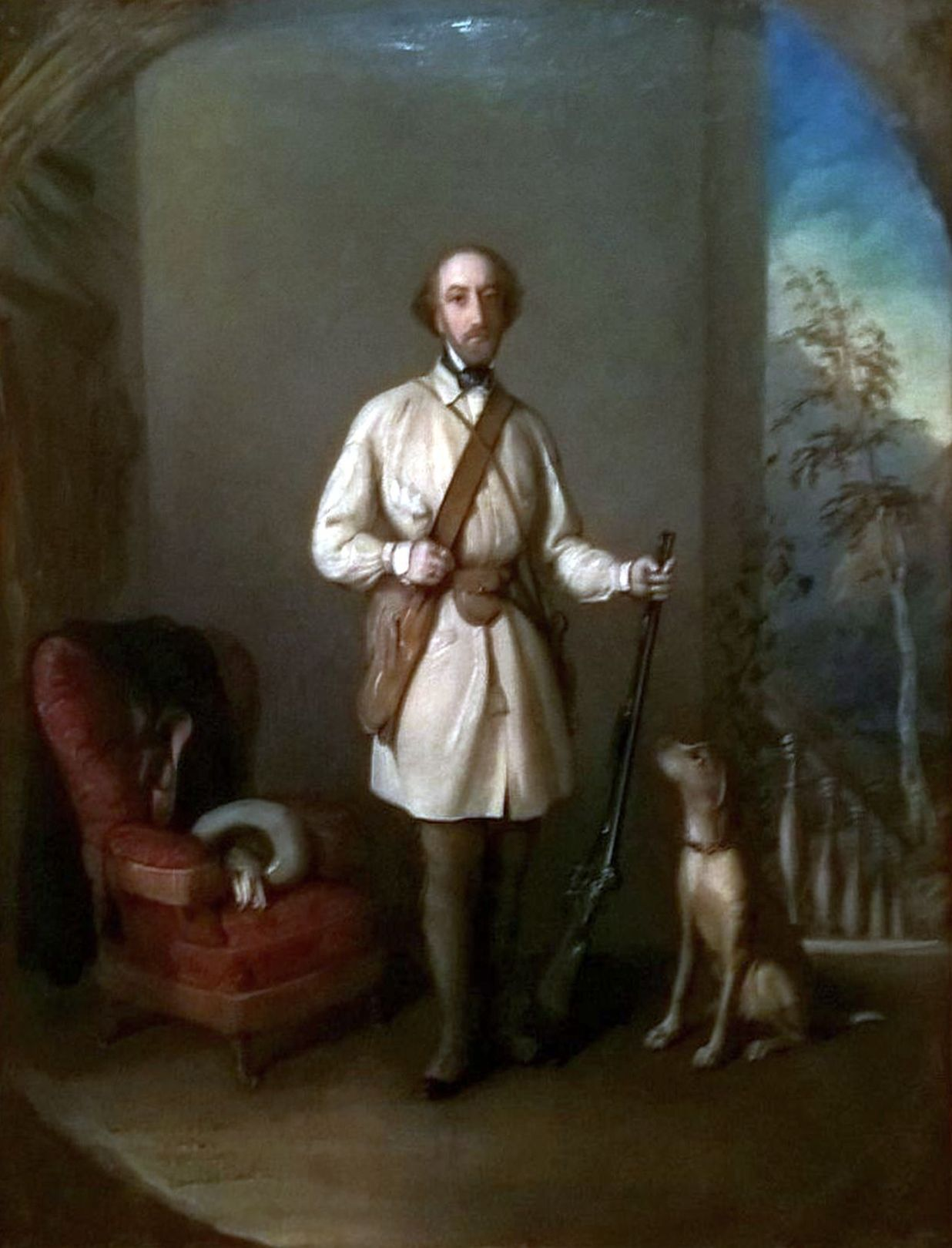
Портрет Николае Голеску
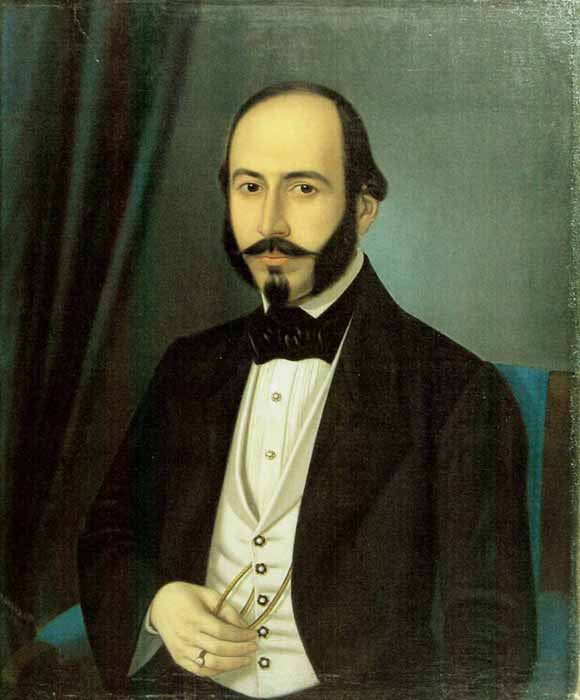
Портрет Теодора Ариона
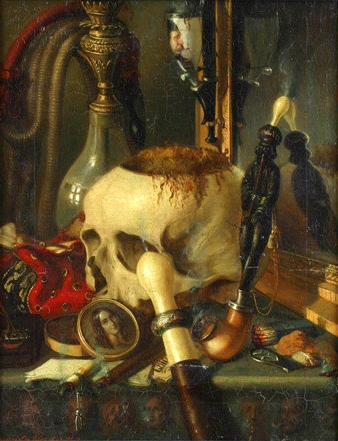
Суета (1848)